# Édgar Revéiz
Édgar Revéiz Roldán (Cali, 20 de diciembre de 1938), es un investigador, arquitecto y economista colombiano. 

## Estudios
Después de terminar sus estudios como arquitecto en la Universidad del Valle en 1961, cursó su posgrado en la universidad Panthéon Sorbonne de 1962 a 1966.

## Trayectoria
Fue jefe de estudios regionales del Departamento Nacional de Planeación y director del Centro de Estudios sobre Desarrollo Económico (CEDE). Durante su decanatura en la Universidad de los Andes de la Facultad de Economía, también se desempeñó como fundador y editor de la revista Desarrollo y Sociedad. 
Edgar Reveiz continuó su carrera en la Organización de las Naciones Unidas como asesor técnico principal en Burkina Faso (PNUD) y asesor de los gobiernos de Guinea y Senegal para el diseño de estrategias económicas. De 1991 a 1998, fue director ejecutivo en PROCOMUN, Profesor de economía en el Cider y múltiples universidades colombianas, además de presidente emérito de la Escuela para la Gerencia del Desarrollo Social.
Fue secretario general de la Academia Colombiana de Ciencias Económicas y actualmente se desempeña como su presidente. 

## Reconocimientos
En 2016 fue nombrado por Colciencias como Investigador Emérito “por haber fundado una reflexión interdisciplinaria sobre el territorio y su ordenamiento y haber desarrollado una visión del Estado en función de los mesocontratos, la Triple Sociedad y la corrupción y su importancia para las políticas públicas."

## Obras
- Poder e Informacion (1977)
- La cuestión cafetera : su impacto económico, social y político (1980)
- La información para el desarrollo colombiano (1984)
- Democratizar para sobrevivir (1989)
- El Estado como mercado (1997)
- El desenlace neoliberal: tragedia o renacimiento (2004)
- El Estado regulador de riesgos (2007)
- El Estado lego y la fractura social (2007)
- Enfoques sobre el origen de la crisis mundial del 2008 (2011)
- El Estado estratega para el ordenamiento territorial (2013)
- Transgresión moral de las élites y el sometimiento de los Estados (2016)
- La desigualdad y la captura del estado (2021)
- Deconstrucción y Concordancia del Desarrollo (2022)
- Triste Colombia, ¿Que une a los colombianos ? (2022)